# Diablo III
Diablo III é um RPG de ação e hack and slash desenvolvido pela Blizzard Entertainment, é o terceiro título da série Diablo. Sua produção foi revelada em 28 de junho de 2008, na Blizzard Entertainment Worldwide Invitational. O jogo foi lançado oficialmente em 15 de maio de 2012. A versão brasileira do jogo foi totalmente traduzida para o português.
O jogo foi inicialmente lançado para Microsoft Windows e macOS em 15 de maio de 2012, sendo posteriormente lançado para os consoles PlayStation 3, Xbox 360, PlayStation 4 e Xbox One em 19 de agosto de 2014. Em novembro de 2018 foi lançado também para o Nintendo Switch.

## Enredo
Diablo III segue a história de seu predecessor, Diablo II: Lord of Destruction, que superou expectativas. A história do novo jogo passa-se depois de vinte anos dos acontecimentos que marcaram o fim de Diablo II. Os guerreiros finalmente derrotaram o mal, mas quando um cometa cai na Terra exatamente no lugar onde Diablo foi confinado, os guerreiros são novamente convocados para defender a humanidade contra o novo inimigo.O estilo do jogo continua o mesmo (visão isométrica), mas desta vez utilizando os recursos das novas tecnologias reproduzindo um mundo totalmente em 3D e interativo, podendo até destruir cenários. Os jogadores poderão escolher entre cinco classes disponíveis (sete após expansões) e se aventurar num mundo mágico e ameaçador que Diablo III proporciona, porém desta vez, com novas habilidades e equipamentos e com um nível de personalização de personagem mais apurado.

## Classes
Estas são as classes presentes em Diablo III. Elas são:
- Bárbaro (Barbarian): Conhecida classe do game anterior da série, Diablo II LoD, o Bárbaro retorna em Diablo III com uma mudança em seu visual, que está com uma aparência mais velha e com muitas cicatrizes, referência as inúmeras batalhas que travou. Habilidades como Tornado (Whirlwind), que estavam presentes no último game, retornam nesse, assim como algumas skills novas que irão chegar.
- Feiticeiro (Witch Doctor): Classe exclusiva deste game da série, o Feiticeiro é uma espécie de xamâ, que usa magias para convocar os mortos para lutarem a seu favor e lançar pragas e venenos nos inimigos, assim como a classe do game passado, Necromancer.
- Arcanista (Wizard): Uma classe de magos focada em magias arcanas e elementais. É a classe que substitui a Sorceress neste game.
- Monge (Monk): Tem um modo de luta semelhante ao Paladin, apesar de não ser muito parecido com ele, como o Arcanista com a Sorceress ou o Feiticeiro com o Necromancer.
- Caçadora de Demônios (Demon Hunter):O Caçador de Demônios é uma classe muito parecida com a Amazon, presente em Diablo II.
- Cruzado (Crusader): Nova classe presente na Atualização "Diablo 3: Reaper of Souls" lançada em 25 de Março de 2014.
- Necromante (Necromancer): Classe adicional que pode ser baixada em Reaper of Souls. Classe especializada em controlar os mortos, podendo evocar mortos vivos para lutarem em seu favor. Uma reileitura da mesma classe já apresentada em Diablo II.

## Lançamento
O jogo foi lançado no dia 15 de maio de 2012 e em seguida, quebrou o recorde de jogo com maior número de vendas (3,5 milhões) em seu primeiro dia de lançamento. Deste então, em uma semana mais de 6,3 milhões de pessoas ao redor do mundo jogaram a série.
Logo durante o lançamento, um fã da série conseguiu acabar o jogo em 12 horas e 29 minutos. Na primeira semana, vários usuários se queixavam de sumiço de itens e a adição de amigos desconhecidos. O alto número de acessos também fez alguns servidores entrarem em colapso temporariamente. Também, um falso sorteio do jogo no Facebook enganou mais de trinta mil usuários.
No Brasil, houve polêmica por causa da dublagem de um dos personagens, que segundo alguns fãs, teria um sotaque carioca extremo.

## Expansões

### Diablo III: Reaper of Souls
Na Gamescom de 2013, Diablo III: Reaper of Souls foi anunciada como a primeira expansão do jogo. A expansão incluiu, dentre outras mudanças, uma nova classe Crusader, limite de nível máximo aumentado para 70, sistema de encantamento de items e habilidade de modificar o visual de items usando transmogrificação. Reaper of Souls foi lançado em 25 de março de 2014, para Windows e macOS.

### Diablo III: Rise of the Necromancer
Na Blizzcon de 2016, Diablo III: Rise of the Necromancer foi anunciada como a segunda expansão, adicionando a classe Necromancer ao jogo.

## Literatura
Devido ao grande intervalo entre os lançamentos dos games Diablo (1996) e Diablo II (2000), e o atual Diablo III (2012), a Blizzard se sentiu na obrigação de "resumir", compilar a história presente em mais de 10 anos de existência da série, tanto para "refrescar" a memória dos fãs antigos, não os obrigando a voltar aos jogos para relembrarem a história, como para introduzir os novos jogadores, que pouco ou nada sabiam sobre o Universo de Santuário no qual toda a trama se desenvolve. Dessa forma, foram escritos diversos livros (romances e contos) retratando a origem, confrontos entre os games, e para o lançamento do Diablo III, uniformizar a história para aqueles que em breve iriam adentrar a esse novo capítulo de Santuário.
Embora houve uma acentuação na publicação de materiais literários nos anos que antecederam o lançamento de Diablo III, a Blizzard já havia produzido diversos materiais sobre o universo de Santuário, nos anos de vigencia dos games Diablo e Diablo II. Entretanto, sem a visibilidade que adquiram com o anúncio do Diablo III.

### HQ Diablo III - A Espada da Justiça
No dia 23 de novembro de 2011, foi lançado nos Estados Unidos o primeiro volume, de um total de 5 volumes, de uma HQ retratando parte da história pós-Diablo II, e antes do Diablo III. A série de 5 HQ's foi nomeada "A Espada da Justiça", publicada pela DC Comics, escrita por Aaron Willians, desenhado por Joseph Lacroix, e colorido por Dave Stewart.
Em abril de 2013, a Panini, trouxe a Revista para o Brasil, em Versão Encadernada e Volume Único (compilação dos 5 volumes americanos), totalizando 124 páginas.
"A história da primeira revista se inicia no final da expansão Diablo II - Lord of Destruction, quando Tyrael destrói a Worldstone, já que Baal a corrompeu; Tyrael desaparece, deixando nada mais do que sua Espada da Justiça no chão da Câmara da Worldstone – e é quando um mero mortal, Jacob, a encontra, iniciando a saga da Revista em Quadrinhos. A quinta revista finaliza a história, já introduzindo o leitor ao início da história do game de Diablo 3."

### Diablo III - O Livro de Cain
Anunciado durante o San Diego Comic Con 2011, um livro de capa dura, com as escrituras do próprio Deckard Cain, onde ele conta com suas palavras a história de Diablo, Diablo II e um pouco do que antecede o Diablo 3, incluso desenhos e trabalhos de arte ilustrando os Demônios e o mundo de Santuário. Lançado oficialmente nos Estados Unidos no dia 13 de dezembro de 2011, publicado pela Insight Editions, com participação da Blizzard, sendo escrito por Flint Dille e o design por Jason Bablercom, 147 páginas imitando pergaminho, bordas irregulares, respingos de sangue e capa dura em alto-relevo.
No dia 7 de junho de 2013, foi lançado no Brasil, traduzido pela Editora Galera Record, sendo então a primeira obra do universo Diablo, trazido ao Brasil pela Galera Record, com a mesma qualidade da versão original.
“Em Diablo e Diablo II, o personagem Deckard Cain foi responsável por empregar várias missões aos bravos aventureiros, sendo também um dos últimos sábios da fraternidade de Horadrim, ele agora provem os Fãs de Diablo III com sua narração bíblica de toda a completa história do mundo do Santuário. Cheio de mistérios em suas aparições, Cain traz uma ampla amostra das escrituras contidas em seu próprio bloco de notas. O livro “Diablo III: Book of Cain” é a narração do próprio velho sábio, que esteve presente e participou de alguns dos eventos mais épicos travados no eterno conflito entre os Altos Céus e as Chamas Ardentes do Inferno.”

### Diablo III - A Ordem
Anunciado em 2011, e lançado pela Pocket Books no dia 18 de março de 2012 nos Estados Unidos, escrito pelo escritor Nate Kenyon, que anunciou que "A história será grande, longa e estará lotada de batalhas épicas, e incorporará um pouco do gênero de Terror (Horror)."
Lançamento no Brasil pela Galera Record no dia 24 de outubro de 2012.
“Deckard Cain fez o seu caminho ao longo do chão, seguindo pegadas até um nicho de uma parede distante. Tábuas apodrecidas rangiam a sustentar os últimos restos de uma antiga biblioteca. Há muitos séculos esta havia sido uma câmara de rituais, usada para chamar seres além do mundo humano; e talvez, até mesmo portais para o próprio inferno ardente. As prateleiras estavam vazias. Ele viu uma mancha amarela debaixo de uma lasca de madeira, e abaixou-se para pegar um pedaço de um pergaminho, enrolado e salpicado de mofo. Algo se moveu nas sombras à sua direita. Ele virou, elevando sua lanterna. Por um momento, pareceu que as sombras do aposento estavam vivas, encolhendo e rodando como tinta em água. Ao mesmo tempo, escutou uma voz distante, como o gemido de um vento se curvando através do espaço vazio, erguendo os cabelos de sua nuca. Deckaaaaarrdddd Caiiinnnn...”

### Diablo III - Reaper of Souls
O livro foi lançado no dia 19 de setembro de 2014, em inglês. Foi escrito por Elias Vandoren, apenas na versão digital, e contém 275 páginas.
"Uma coleção de contos aterrorizantes baseados no premiado jogo Diablo III. Mergulhe no mundo sombrio de Santuário, e leia sobre o seus personagens favoritos do jogo."

## Dublagem
Em seu blog, a Blizzard afirmou que "um dos aspectos mais importantes da localização deste mundo rico para outro idioma está ligado à dublagem dos personagens", listando em seguida os atores profissionais que participaram da localização brasileira:
- Bárbara: Tereza Cristina
- Bárbaro: Mauro Ramos
- Cruzada: Monica Rossi
- Cruzado: Ricardo Juarez[30]
- Caçadora de Demônios: Andrea Murucci
- Caçador de Demônios: Hércules Franco
- Monja: Priscila Amorim
- Monge: Julio Cezar
- Feiticeira: Angélica Borges
- Feiticeiro: Luiz Carlos Persy
- Arcanista (Feminino): Mariana Torres
- Arcanista (Masculino): Duda Espinoza
- Necromante (Feminino): Telma Costa
- Necromante (Masculino): Mario Esteves
- Ádria: Mariângela Cantú
- Deckard Cain: Pietro Mário
- Léa: Adriana Torres
- Tyrael: Márcio Simões[30]
- Sibila: Ana Lúcia Menezes
- Vigarista: Marco Antônio Costa
- Templário: Marco Ribeiro
- Ferreiro: Ronaldo Júlio
- Joalheiro: Júlio Chaves
- Abd al-Hazir: Jorge Lucas
- Ashara: Ísis Kochdoski
- Auriel: Marize Motta
- Azmodan: Luiz Carlos Persy
- Belial: Isaac Bardavid
- Capitão Hale: José Santa Cruz
- Capitão Rumford: Eduardo Dascar
- Emperador Hakan: Gustavo Nader
- Impérius: Bruno Rocha
- Iterael: Marcus Jardym
- Rei Leoric: Marcelo Garcia
- Maghda: Maria Helena Pader
- Senhora da Dor: Márcia Morelli
- Zoltun Kell: Hélio Ribeiro
- Mistica: Selma Lopes
- Maltael: Leonardo José
- Radek, o contrabandista: Carlos Seidl